# Antonio de Sentmenat y Castellá
Pour les articles homonymes, voir Castellá.
Antonio de Sentmenat y Castellá (né le 21 avril 1734 à Barcelone et mort le 14 avril 1806 à Aranjuez) est un cardinal espagnol du XVIIIe siècle et du début du XIXe siècle. 

## Biographie
Sentmenat y Castellá est notamment auditeur auprès de la Rote romaine en 1774. Il est élu évêque d'Avila en 1783 et Patriarche des Indes occidentales en 1784. En plus il est aumônier et chapelain du roi d'Espagne. Le pape Pie VI le crée cardinal lors du consistoire du 30 mars 1789. Sentmenat y Castellá participe au conclave de 1799-1800 à Venise, lors duquel Pie VII est élu pape.

## Succession apostolique
Antonio de Sentmenat y Castell a ordonné les évêques suivants :
- Évêque Josep de Boltas (ca), O.F.M.Disc. (1785)
- Évêque Antonio Tavira Almazán (1791)
- Archevêque Juan Moya, O.F.M.Obs. (1794)
- Archevêque Rafael de Múzquiz y Aldunate (1795)
- Cardinal Luis María de Borbón y Vallabriga (1799)
- Évêque Pedro Luis Blanco (1800)
- Évêque José Vicente Lamadrid (1800)